# أيدان هيغينز
أيدان هيغينز (بالإنجليزية: Aidan Higgins) هو كاتب أيرلندي، ولد في 3 مارس 1927 في Celbridge ‏ في جمهورية أيرلندا، وتوفي في 27 ديسمبر 2015 في Kinsale ‏ في جمهورية أيرلندا.

## وصلات خارجية
- أيدان هيغينز على موقع IMDb (الإنجليزية)